# 川口村 (岐阜県)
川口村（かわぐちむら）は、かつて岐阜県安八郡にあった村である。
現在の大垣市の一部（川口など）に該当する。

## 歴史
- 1889年（明治22年）7月1日 - 町村制により川口村発足。
- 1897年（明治30年）4月1日 - 釜笛村、内阿原村、外渕村、島里村と合併し、洲本村発足。同日川口村は廃止。